# Jungs kyrka
Jungs kyrka är en kyrkobyggnad som sedan 2018 tillhör Varabygdens församling (2002—2018 Kvänums församling och tidigare Jungs församling) i Skara stift. Den ligger på en svag åsrygg i tätorten Jung i Vara kommun.

## Kyrkobyggnaden
En tidigare medeltida kyrka på platsen var byggd av sandsten i romansk stil. Den nuvarande i empirstil uppfördes 1834 efter ritningar av arkitekt Fredrik Blom och den är välbevarad till det yttre. Vid bygget återanvändes material från den gamla kyrkan. Byggnaden består av ett brett långhus med ett litet vapenhus mitt på långhusets södra vägg, vid dess västra kortsida tornet och vid östra gaveln ett tresidigt kor. Öster om koret finns en vidbyggd lägre sakristia som tillbyggdes 1871.
En renovering genomfördes 1934 efter ritningar av arkitekt Sten Branzell. Då installerades centralvärme med lågtrycksånga, ny bänkinredning tillkom och 1940 även elektrisk belysning. Ännu en renovering genomfördes 1967 efter program av arkitekt Anders Ekman. Nytt golv lades in i vapenhus och gångar. Tre av de bakre bänkraderna togs bort. Fasadernas puts reparerades. År 1975 installerades elvärme. Kyrkorummet har förändrats påtagligt vid 1900-talets renoveringar.

## Inventarier
- Dopfunten är från 1200-talet.
- Predikstolen, som tillverkades i början av 1700-talet, försågs 1967 med nuvarande ljudtak och fot.
- Altarprydnaden i form av ett förgyllt kors med svepning är från kyrkans byggnadstid.

### Klockor
Kyrkan har två medeltida klockor.
- Storklockan är av en senmedeltida typ och saknar inskrift.
- Lillkockan är något äldre och har ett skriftband runt halsen med inskriften Jhesus i gotisk skrift och därtill ett latinsk kors.

### Orglar
- På läktaren i väster har tidigare funnits först en orgel tillverkad 1857 eller 1858 av Johan Nikolaus Söderling, Göteborg.
- Orgeln som ersattes 1915 av ett instrument byggt av Nordfors & Co, Lidköping. Den är en pneumatisk orgel med fria och fasta kombinationer. Orgeln utökades 1972 av Smedmans Orgelbyggeri AB, Lidköping.

| Manual I       | Manual II            | Pedal         | Koppel   |
| Rörflöjt 8'    | Gedackt 8'           | Subbas 16´    | I/P      |
| Principal 4'   | Rörflöjt 4'          | Bourdon 8'    | II/P     |
| Hålflöjt 4'    | Principal 2'         | Oktava 4'     | II/I     |
| Waldflöjt 2'   | Blockflöjt 2'        | Kvintadena 2' | I 4'/I   |
| Mixtur IV chor | Larigot 1 1/3'       |               | II 4'/II |
|                | Sesquialtera II chor |               |          |
|                | Scharf II chor       |               |          |

- Nuvarande orgel har utförts av A. Magnusson Orgelbyggeri AB 2002, där en ljudande fasad, ritad av orgelbyggaren Ernst Burgmann, bär drag av 1857 års orgel. Instrumentet har arton stämmor fördelade på två manualer och pedal.[2]

#### Kororgel
- En kororgel tillverkad av Smedmans Orgelbyggeri AB, Lidköping installerades 1987. Den har ljudande fasadpipor och sex stämmor fördelade på manual och pedal.[3] Orgeln är mekanisk.

| Manual        | Pedal      | Koppel  |
| Gedackt 8'    | Subbas 16' | Man/Ped |
| Principal 4'  |            |         |
| Rörflöjt 4'   |            |         |
| Oktava 2'     |            |         |
| Kvinta 1 1/3' |            |         |